# NGC 5712
NGC 5712 (również PGC 51799) – galaktyka eliptyczna (E-S0), znajdująca się w gwiazdozbiorze Małej Niedźwiedzicy. Odkrył ją William Herschel 20 grudnia 1797 roku.